# Amt Hammerstein

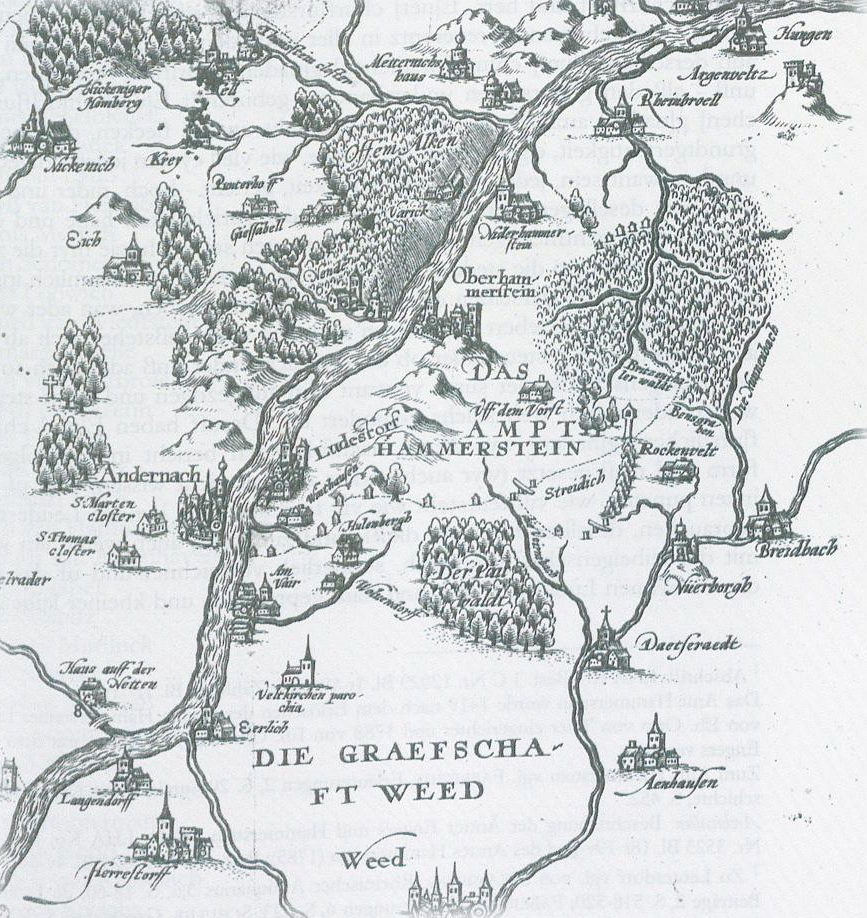
Karte des Amtes Hammerstein 1689

Das Amt Hammerstein war ein von 1419 bis 1788 bestehender Verwaltungs- und Gerichtsbezirk und 1803 bis 1815 ein herzoglich nassauisches Amt mit Sitz in Hammerstein (am Rhein).

## Geschichte
Burg Hammerstein wurde im 10. Jahrhundert erbaut und bildete den Ursprung des späteren Amtes. Besitzer waren die Burggrafen von Hammerstein. Hammerstein blieb Reichsburg, bis Kaiser Karl IV. 1374 die Lehnshoheit über die Burg und deren Zubehör als Eigentum an das Kurfürstentum Trier übertrug. Nachdem um 1400 beide Hammersteiner Linien erloschen waren, fielen Burg und Amt als erledigtes Lehen an Kurtrier. 1419 richtete Kurfürst Otto von Ziegenhain das kurtrierische Amt Hammerstein ein.
Im 14. Jahrhundert entstand eine Ämterorganisation. Kurfürst Balduin von Luxemburg bildete nach französischem Vorbild eine Ämterverwaltung. An der Spitze der Ämter stand nun ein Amtmann. In der einer Aufstellung, die Kurfürst Johann II. von Baden 1498 beauftragt hatte, sind 59 Ämter erwähnt, darunter neben dem Amt Hammerstein auch das Amt Arenfels-Hönningen dessen Mittelpunkt Schloss Arenfels war und das Amt Leutesdorf.
Erzbischof Johann VI. (1556–1567) ordnete am 26. November 1556 mit Zustimmung der Landstände in Koblenz eine vierjährige Landsteuer an. Je 1000 Gulden Vermögen betrug die Steuer 3,5 Gulden. Am 20. Juli 1563 forderte er Berichte aller Ämter an, die über die Orte und die dortigen Steuerzahler Auskunft geben sollte. Für das Amt Hammerstein sind die Angaben nur rudimentär:
| Ortschaft  | Untertanen | Trierer Untertanen | Andere Untertanen |
| ---------- | ---------- | ------------------ | ----------------- |
| Leutesdorf | 138        | 105                | 33                |

1788 wurde das Amt mit dem Amt Engers zusammengefasst. Es bestand aus Irlich, Leudesdorf, Oberhammerstein, Niederhammerstein, Rheinbrohl, Hönningen mit Ahrenfels und Ariendorf (soweit zum Kirchspiel Hönningen gehörend). Das ehemalige Amt Hammerstein wurde auf dem Reichsdeputationshauptschluss 1803 Nassau-Weilburg zugeteilt. Ab 1806 war es ein Amt im Herzogtum Nassau. Im Rahmen der Vereinbarungen des Wiener Kongresses wurde das Amt vom Herzogtum Nassau 1815 an das Königreich Preußen abgetreten.